# Сен-Рикье (аббатство)
 Сен-Рикье (фр. Saint-Riquier, лат. Centula) — бывшее бенедиктинское аббатство во Франции, один из главных монастырей в империи Карла Великого и один из центров Каролингского возрождения. Аббатство находится в посёлке Сен-Рикье в 7 км к северо-востоку от города Абвиль, в департаменте Сомма, регион Пикардия. Сохранившиеся древние манускрипты монастырской библиотеки имеют большую культурную ценность. Хроника аббатства Сен-Рикье монастырского летописца Ариульфа (1060—1143) является важным источником по истории Франции XI—XII веков.

## История
Бенедиктинское аббатство основано около 625 года святым Рихарием (Сен-Рикье). Первоначально представляло собой небольшое поселение монахов-эремитов и маленькую церковь. Расцвет аббатства пришёлся на период 790—814 годов, когда его возглавлял святой Ангильберт, видный деятель Каролингского возрождения, ученик Алкуина и наставник сына Карла Великого Пипина. Ангильберт полностью перестроил монастырь, создав обширный монастырский комплекс со множеством строений и тремя храмами — Святого Спасителя, Девы Марии и Святого Бенедикта. Основная часть работ была выполнена в последнее десятилетие VIII века, причём Карл Великий самолично выделял средства на постройку аббатства.
Центральный храм Святого Спасителя имел 104 метра в длину, 25 в ширину и 25 в высоту. Главным архитектурным новшеством храма был первый в истории архитектуры Европы вестверк. Монастырская базилика Сен-Рикье послужила образцом для десятков более поздних романских церквей каролингского периода и более поздних. В период расцвета аббатство Сен-Рикье было богатым землевладельцем, вокруг него выросло поселение (современный Сен-Рикье). Ангильберт открыл при аббатстве школу, скрипторий и богатую библиотеку. Часть манускриптов монастырской библиотеки сохранилась и ныне находится в Национальной библиотеке в Париже. При Ангильберте в Сен-Рикье было около 300 монахов и 100 учеников в школе, кроме того для своей защиты монастырь содержал гарнизон численностью около 100 солдат.

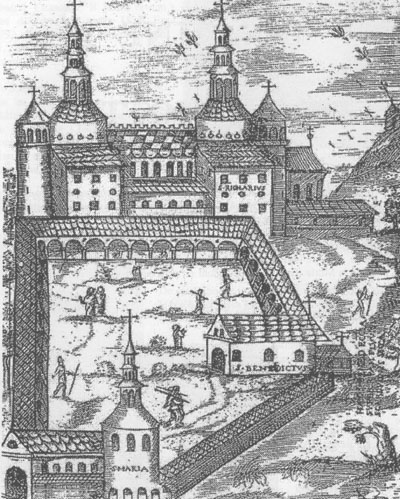
Сен-Рикье в 1672 году

В 881 году монастырь был разрушен в ходе набега норманнов, почти сразу восстановлен, однако своё прежнее значение ему вернуть уже не удалось. На протяжении последующих столетий аббатство многократно подвергалось набегам и грабежам. В 1131 году его сжёг Гуго III де Кампдавен, граф де Сен-Поль. В XIII веке аббатство восстановили, но в 1421 году оно вновь было разрушено в ходе Столетней войны. В XVI веке аббатство вновь разорено испанскими войсками в ходе войны с Францией. В XVII веке вошло в состав конгрегации мавристов и частично восстановлено.
Во время Великой Французской революции в 1791 году аббатство было закрыто, как и прочие французские монастыри. Многие здания были разрушены. В 1840 году внесено Проспером Мериме, занимавшим должность главного инспектора исторических памятников, в список исторических памятников, после чего частично реконструировано. Монастырская церковь стала обычной приходской, в реконструированных зданиях размещались военный госпиталь и семинария.
В 1972 году выкуплено государством, после чего в монастыре разместился «музей и культурный центр Сен-Рикье». С 1985 года в аббатстве проводится ежегодный фестиваль классической музыки.

## Церковь

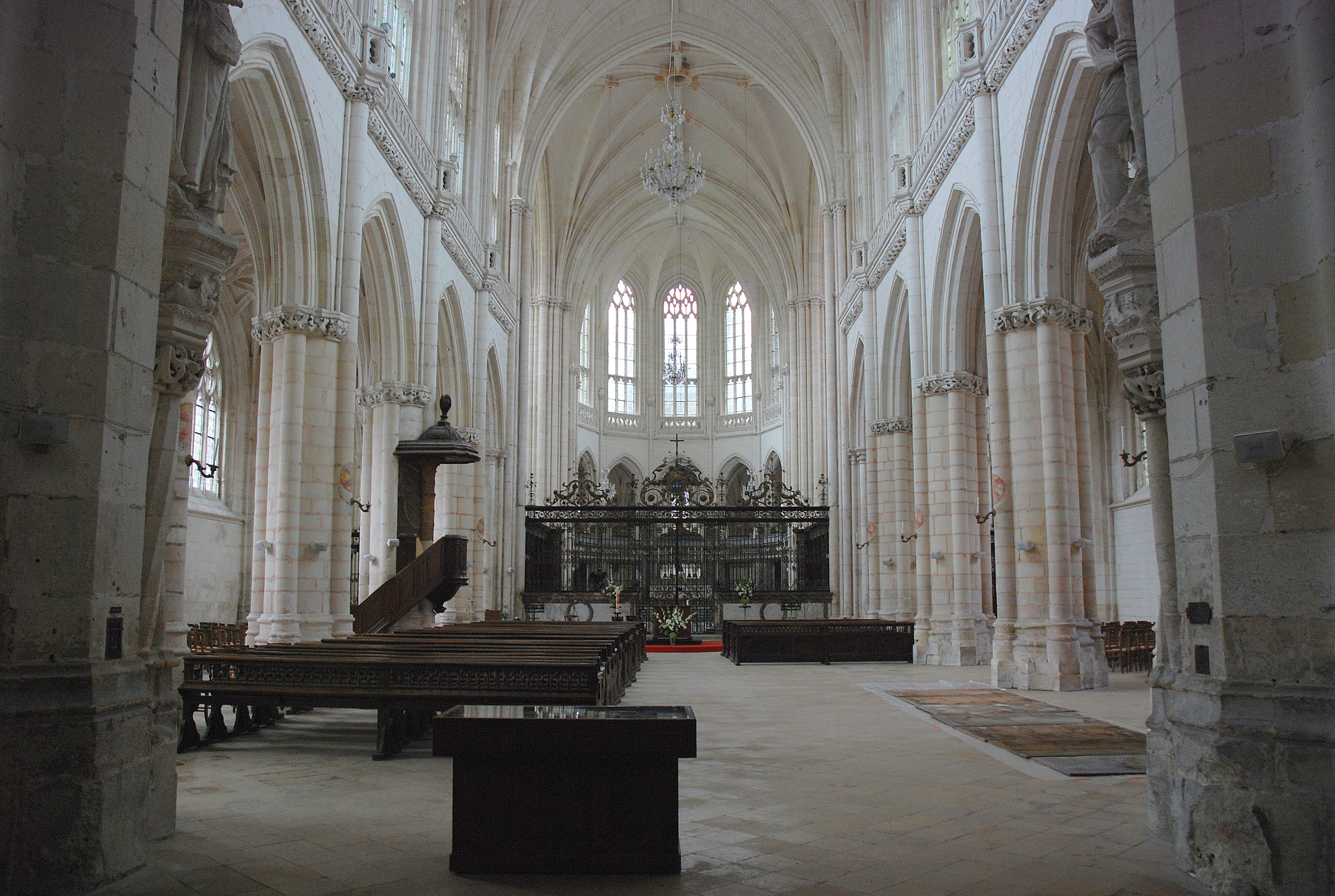
Интерьер церкви

От каролингской церкви VIII века до нашего времени не дошло практически ничего. Церковь многократно разрушалась на протяжении истории и каждый раз восстанавливалась после разрушения, приобретая новые черты, главным образом, готические. Реконструкции храма, определившие его современный облик, шли с середины XIII по XVI век. В архитектуре церкви можно проследить различные этапы развития готического стиля. Длина церкви — 96 метров, ширина — 27 метров, высота — 50 метров. Фасад церкви создан в стиле пламенеющей готики в XV веке. В интерьере сохранилось несколько картин XVII века.